# غلام حیدر رسولی
دگر جنرال غلام حیدر رسولی (زاده ۱۹۱۹ - درگذشته ۱۹۷۸) نظامی و سیاستمدار افغانستانی بود. او از هواداران محمد داوود خان به‌شمار می‌رفت و نقش تعیین‌کننده به قدرت رساندن وی در کودتای ۲۶ سرطان و کودتای ۷ ثور داشت. غلام حیدر رسولی از سال ۱۹۷۷ تا ۱۹۷۸ وزیر دفاع افغانستان بود. او در کودتای ۷ ثور سرسختانه از جمهوری افغانستان دفاع می‌کرد که باعث شد محمداسلم وطنجار (فرمانده زمینی کودتا) وزارت دفاع را توسط تانک‌ها و عبدالقادر دگروال (فرمانده هوایی کودتا) توسط اسکادران نیروی هوایی، وزارت دفاع را بمباری کند؛ او طی این حملات در فرماندهی وزارت دفاع کشته شد.
دگر جنرال رسولی تحصیلات اولیه نظامی را در دبیرستان نظامی حرب شونزی گذراند و در سال ۱۹۳۳ از آنجا فارغ‌التحصیل شد. او از سال ۱۹۵۶ تا ۱۹۵۸ در هند آموزش نظامی دید و در سال ۱۹۶۶، مدیر سربازگیری در وزارت دفاع ملی شد. وی در سال ۱۹۷۳ به عنوان مسئول زون ۱۰۱ آسمایی منصوب شد و دو سال بعد رئیس کل ستاد ارتش شد. رسولی در ۷ نوامبر ۱۹۷۷ به عنوان وزیر دفاع افغانستان منصوب شد؛ او در ۲۸ آوریل در جریان انقلاب ثور کشته شد.
دگرجنرال غلام حیدر پسر غلام رسول از طایفه محمدزایی خاندان بارکزی قندهار بود. غلام حیدر رسولی فرزند بزرگ امیر محمد خان، برادر امیر دوست محمد خان، مؤسس امارت افغانستان بود.